# Carlo Brillante
Carlo Brillante (Foggia, 4 gennaio 1948) è un filologo classico e grecista italiano, professore di letteratura greca arcaica e letteratura classica all'Università degli Studi di Siena.

## Biografia

### Carriera accademica
Ha studiato presso l'Università di Roma, dove si è laureato e ha conseguito il diploma di perfezionamento in filologia classica nel 1974. È stato borsista, poi ricercatore di letteratura greca presso la facoltà di Lettere e Filosofia dell'Università di Venezia. Dal 1993 al 2001 è stato professore associato di lingua e letteratura greca, dapprima presso l'Università di Lecce, poi in quella di Siena, dove è professore ordinario dal 2004. 

### Ambiti di ricerca
I suoi interessi comprendono vari autori e vari temi della letteratura greca. Tra i più rappresentativi si ricordano la poesia omerica - con richiamo all'eredità micenea, alla leggenda e alle tradizioni eroiche - i poemi del cosiddetto "ciclo epico", la poesia lirica arcaica (Archiloco, Simonide, Pindaro), la tragedia greca - soprattutto Sofocle ed Euripide. A quest'ambito di ricerche possono ricondursi gli studi sulla leggenda eroica dei Greci e più in generale sul mito greco. Un parallelo settore di interessi è rappresentato dall'analisi dei testi letterari, considerati in rapporto ai modelli culturali vigenti nel mondo greco. Le sue ricerche inoltre riguardano la poesia omerica, i poemi del ciclo epico e le riprese che le versioni arcaiche della leggenda eroica conobbero in età arcaica e classica, con particolare riferimento alla tragedia.

## Opere

### Monografie
- La leggenda eroica e la civiltà micenea, Roma, Edizioni dell'Ateneo, 1981, SBN SBL0342825.
- Studi sulla rappresentazione del sogno nella Grecia antica, Palermo, Sellerio, 1991, SBN MIL0759764.
- Gli archetipi della poesia e della storiografia. Omero, Erodoto, Tucidide, Senofonte. Per il Liceo classico, Torino, Loescher, 2009, SBN TO00413434.
- Il Cantore e la musa. Poesia e modelli culturali nella poesia arcaica, Pisa, ETS, 2009, SBN CFI0732215.

### Articoli
- Un frammento della Gerioneide di Stesicoro, in Quaderni urbinati di cultura classica, vol. 12, Roma, Edizioni dell'Ateneo, 1982,  pp. 17-20, SBN RAV0100617.
- Episodi iliadici nell'arte figurata e conoscenza dell'Iliade nella Grecia arcaica, in Rheinisches Museum für Philologie / herausgegeben von Hans Herter 126, Frankfurt am Main, J.D. Sauerländer, 1983,  pp. 97-125, SBN RML0208106.
- Tucidide e la colonizzazione dorica di Melos, in Quaderni urbinati di cultura classica, vol. 42, Roma, Edizioni dell'Ateneo, 1983,  pp. 69-84.
- L'Alcesti di Euripide: il personaggio di Admeto e la struttura del dramma, in Materiali e discussioni per l'analisi dei testi classici, n. 54, Pisa, Giardini, 2005,  pp. 9-46, SBN RAV0100196.
- Fedra e l'aidos nell'Ippolito di Euripide, in Dioniso: bollettino dell'Istituto nazionale del dramma antico, n. 5, Palermo, G. B. Palumbo, 2006,  pp. 36-53, SBN TO00182837.
- Omero, Simonide e l'elegia di Platea, in Eikasmós : quaderni bolognesi di filologia classica, n. 18, Bologna, Alma mater studiorum, 2007,  pp. 99-118, SBN CFI0166554.
- L'Elena euripidea: le ambiguità di un racconto, in Dioniso:bollettino dell'Istituto nazionale del dramma antico, n. 6, Palermo, G. B. Palumbo, 2007,  pp. 140-155.
- La voce che affascina: Elena e Cleopatra, in Materiali e discussioni per l'analisi dei testi classici, n. 59, Pisa, Giardini, 2008,  pp. 53-75.
- Tucidide e la colonizzazione dorica di Melos, in Quaderni urbinati di cultura classica, vol. 42, Roma, Edizioni dell'Ateneo, 1983,  pp. 69-84, SBN MIL0761970.

### Studi in collaborazione
- I Poemi epici, rapsodici non omerici e la tradizione orale, in Atti del convegno di Venezia, 28-30 settembre 1977, Padova, Antenore, 1977, SBN SBL0619863. Carlo Brillante, M. Cantilena, C.O. Pavese (a cura di).
- I regni di Agamemnon e Diomedes nel catalogo delle navi di Omero, in Perennitas: studi in onore di Angelo Brelich, Roma, Edizioni dell'Ateneo, 1980,  pp. 95-108, SBN MIL0766851.
- Un episodio dimenticato della Tebaide, in Omaggio a Piero Treves, Padova, Antenore, 1983,  pp. 43-55, SBN PUV0249377.
- Nestore Gerenio: le origini di un epiteto, in Atti e memorie del secondo congresso internazionale di Micenologia: Roma-Napoli, 14-20 ottobre 1991, Roma, GEI, 1996,  pp. 209-219, SBN RMS0032245. Ernesto De Miro, Louis Godart, Anna Sacconi (a cura di).
- Il messaggio del poeta nel finale della Pitica seconda di Pindaro, in Poesia e religione in Grecia: Studi in onore di G. Aurelio Privitera, Napoli, ESI, 2000,  pp. 101-118, SBN MIL046480.
- Il sogno nella Grecia antica, in Sogno e sogni. Natura, storia, immaginazione, Firenze, L. S. Olschki, 2005,  pp. 15-40, SBN VEA0194504. Mimma Bresciani Califano (a cura di).
- L'Elena egizia di Hofmannsthal: una rilettura del mito greco, in Omero mediatico. Aspetti della ricezione omerica nella civiltà contemporanea. Atti delle giornate di studio, Ravenna 18-19 gennaio 2006, Bologna, D.u.pres, 2007,  pp. 183-207, SBN UBO3821678. Eleonora Cavallini (a cura di)
- Maurizio Bettini e Carlo Brillante, Il mito di Elena. Immagini e racconti dalla Grecia a oggi, Torino, Einaudi, 2014, SBN RMS2637084.

### Scritti tradotti
- Maurizio Bettini e Carlo Brillante, Le mythe d'Hélène, traduzione di Claude Pouzadoux, Paris, Belin, 2010.